# Bohdanowo (sielsowiet Wiszniew)
Bohdanowo (biał. Багданава, Bahdanawa; ros. Богданово, Bogdanowo) – wieś na Białorusi, w obwodzie mińskim, w rejonie wołożyńskim, w sielsowiecie Wiszniew.

## Historia
Miejscowość była znana według źródeł pisemnych z XVI wieku jako część Wielkiego Księstwa Litewskiego jako majątek Hałypany. W 1558 roku podczas podziału spadku po księciu Hałypańskim, stolniku wielkim litewskim, majątek przeszedł w posiadanie wojewodów Mikołaja i Bohdana Sapiehów oraz ich siostry Fiodory. W 1561 Bohdan Sapieha przepisał trzecią część majątku swojej żonie, księżnej Marii Kapustiance, a w 1566 roku przemianował miejscowość na Bohdanów na cześć swojego imienia. W czasach Rzeczypospolitej Obojga Narodów zgodnie z reformą administracyjno-terytorialną z lat 1565–1566, Bohdanów znalazł się w powiecie oszmiańskim województwa wileńskiego. Od XVII w. istnieje tu kościół katolicki. Od 1505 lub 1550 (z przerwami) jest on siedzibą parafii św. Michała Archanioła.
W 1653 roku Bohdanów przeszedł w posiadanie Paców, a od 1696 miasteczko należało do Danilewiczów. Po III rozbiorze Rzeczypospolitej w 1795 roku Bohdanów został przydzielony do Imperium Rosyjskiego w wołosti Wiszniewskiej powiatu oszmiańskiego w guberni mińskiej i należał do rodu Czechowiczów.
W XIX w. były to miasteczko i dobra. W 1836 Bohdanów nabył drogą licytacji za dług bankowy Ferdynand Ruszczyc. Urodził tu się, zmarł i został pochowany jego wnuk – malarz Ferdynand Ruszczyc. W 1844 roku w miasteczku wybudowano kościół św. Michała Archanioła.
W dwudziestoleciu międzywojennym leżał ponownie w Polsce, w województwie nowogródzkim, w powiecie wołożyńskim.
Po 1927 przy stacji kolejowej Bohdanów powstało agromiasteczko Bohdanów.
Od listopada 1939 po agresji wojsk radzieckich miasteczko zostało włączone do składu Białoruskiej SRR. Od 12 października 1940 leżał w rejonie wołożyńskim w obwodzie baranowickim.
Podczas II wojny światowej od 25 czerwca 1941 do 9 lipca 1944 roku Bohdanów znajdował się pod okupacją niemiecką. Na frontach zginęło jego 4 mieszkańców.
Od 20 września 1944 roku leżał w rejonie mołodeckim w obwodzie mołodeckim. Od 1947 miejscowość była częścią kołchozu „Juratiszkowski”, a od 1957 roku częścią kołchozu „Bohdanowski”. Działała brygada myśliwska i hodowla bydła, przedszkole, stragan, stołówka, poczta (od 1950 r.). Nazwa Bohdanów była zmieniona na Bohdanowo, aby odróżnić od nazwy pobliskiego agromiasteczka Bohdanów.

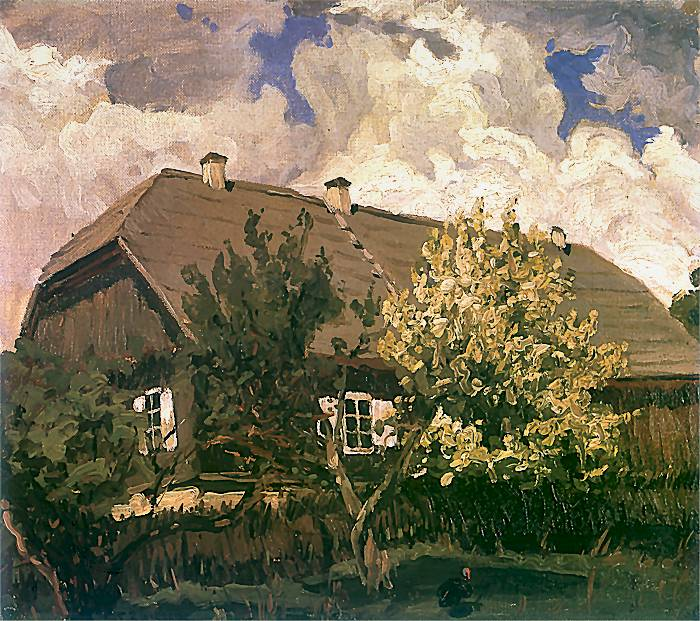
Ferdynand Ruszczyc, Dom w Bohdanowie, 1902

Od 16 lipca 1954 do 6 stycznia 1965 roku Bohdanowo było ośrodkiem rady wiejskiej Bohdanowo, powstałej z połączenia rad sołectw Ihnatowo i Wojsztowice. Od 20 stycznia 1960 wieś leżała w rejonie iwiejskim, od 13 lutego 1960 w rejonie oszmiańskim, od 25 grudnia 1962 do 6 stycznia 1965 roku – ponownie w rejonie iwiejskim obwodu grodzieńskiego, od 6 stycznia 1965 – w rejonie wołożyńskim obwodu mińskiego.
W 1999 roku został wybudowany nowy kościół św. Michała Archanioła na miejscu spalonego w czasie II wojny światowej. Do 28 maja 2013 roku wieś była częścią rady gminy Bohdanów.